# Guillermo de Eu
Guillermo de Eu (Guillaume d’Eu, c. 978–1057), fue un noble normando, hijo ilegítimo de Ricardo I de Normandía. Conde de Eu y Señor de Hiémois. Sucedió a su sobrino Gilberto de Brionne, como conde de Eu tras su asesinato en 1040.
Guillermo encabezó una rebelión contra su medio hermano Ricardo, duque de Normandía. Fue capturado por Rodolfo de Ivry y encarcelado bajo custodia de Turquetil de Harcourt, quien fue regente de Guillermo el Bastardo. Escapó cinco años después y finalmente fue indultado por Ricardo II quien le concedió permiso para casarse con un miembro de la casa de Harcourt.

## Herencia
Guillermo se casó con Lesceline, hija de Turquetil de Harcourt. Fruto de esa relación nacieron tres hijos:
- Roberto de Eu, murió en algún momento entre 1089 y 1093.[2]
- Guillermo Busac, conde de Soissons (jure uxoris).[3] Su hijo Roberto, fue sucesor del Condado de Eu.
- Hugo de Eu, obispo de Lisieux (m. 17 de julio de 1077).[4]

Otros posibles hijos:
- Pons [Ponce] FitzWilliam (c. 1018-1066),[5] de su linaje procede la familia de Clifford.[6] Hay muy pocas referencias de Pons antes de la conquista normanda de Inglaterra, pero sus cinco hijos aparecen en las crónicas contemporáneas de la Inglaterra normanda y en el Libro Domesday.
- Margarita de Eu (c. 1032-?);
- Beatrice de Eu (c. 1045-?);